# Ouden Doel
Ouden Doel of Oude Doel is een gehucht in Doel, een deelgemeente van Beveren-Kruibeke-Zwijndrecht in de Belgische provincie Oost-Vlaanderen. Het ligt in het noorden van de gemeente, nabij de Nederlandse grens. Het gehucht ligt tegen en op een dijk, ruim drie kilometer ten noordwesten van het dorpscentrum van Doel.
Bij Ouden Doel ligt de schor Ouden Doel die aansluit bij het schorrengebied van het Verdronken Land van Saeftinghe.

## Geschiedenis
Ouden Doel ontstond aan een dijk in het noorden van de Doelpolder. Het gebied ten noordwesten was vroeger vaak overstroomd door de Schelde, al was het in de in de tweede helft van 16de eeuw een aantal jaar ingepolderd als de Luyspolder, om daarna weer te verdrinken. Ook van ca. 1650 tot 1715 was de Luyspolder ten noorden van deze plaats ingedijkt.
Op de Ferrariskaart uit de jaren 1770 is de bebouwing van het gehucht weergegeven, in het noorden van de ingedijkte polder, met ten noorden het Verdronken Land van Saeftinghe. De Atlas der Buurtwegen uit 1841 toont een gelijkaardige situatie, en duidt het gehucht aan als Vieux Doel.
Het verdronken gebied ten noorden en noordwesten van Ouden Doel werd in 1846 opnieuw ingedijkt, ditmaal als de nieuwe Prosperpolder. Deze toestand is te zien op de Vandermaelenkaart uit het midden van de 19de eeuw, waar het gehucht is aangeduid als Vieux Doel.
Vanaf de tweede helft van de 20ste eeuw werd er meer dan 5 km ten zuiden van Ouden Doel, verder stroomopwaarts langs de Schelde, een uitbreiding van de haven van Antwerpen ontwikkeld, wat ook zijn impact zou hebben op het gehucht Ouden Doel. In deze Waaslandhaven werd het Saeftinghedok voorzien. In 2011 lekte een ontwerp uit van Gewestelijk Ruimtelijk Uitvoeringsplan (GRUP) "Afbakening Zeehavengebied Antwerpen". Het landbouwgebied in de noordelijke Doelpolder zou moeten plaatsmaken voor natuurgebied ter compensatie van de verloren natuur door de bouw van het dok (onder andere natuurgebied Putten Weiden). Daarbij zouden ook de gehuchten Ouden Doel en Rapenburg moeten verdwijnen omdat het bouwen van dijken er rond te duur zou zijn voor de Vlaamse Regering. Aan het GRUP zijn de onteigeningsplannen voor Doel en de polders gehecht. Bij de goedkeuring van dit GRUP, kan de Vlaamse Overheid overgaan tot de onteigening van Doel en de ruimere polder.
Het GRUP werd van kracht op 17 juni 2013, maar de bewoners trokken onmiddellijk naar de Raad van State, die het GRUP hetzelfde jaar nog schorste. Een jaar later, op 12 december 2014 werd een aangepast RUP (dat enkel geldt voor de Linkerscheldeoever) van kracht, maar in november 2015 werd ook dit RUP geschorst door de Raad van State. Om een definitieve uitspraak te doen, vroeg de Raad van State advies aan het Europese Hof van Justitie in verband met de Europese Vogel- en Habitatrichtlijnen. Daarnaast werden er opmerkingen geformuleerd dat de Vlaamse Regering niet (voldoende) heeft gemotiveerd waarom de gehuchten in de Doelpolder zouden moeten verdwijnen. De gehuchten zouden immers kunnen blijven door er dijken rond te zetten.
Op 22 juli 2016 oordeelde het Europese Hof van Justitie negatief over de natuurcompensaties van het GRUP. De Vlaamse regering gaf aan een nakende vernietiging van het GRUP door de Raad van State niet af te wachten en een nieuwe procedure op te starten volgens het gloednieuwe (en nog niet geteste) 'complexe projecten'-decreet.

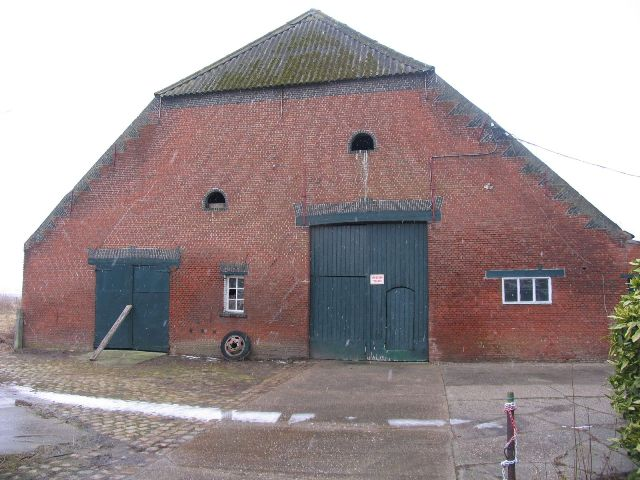
Hoeve
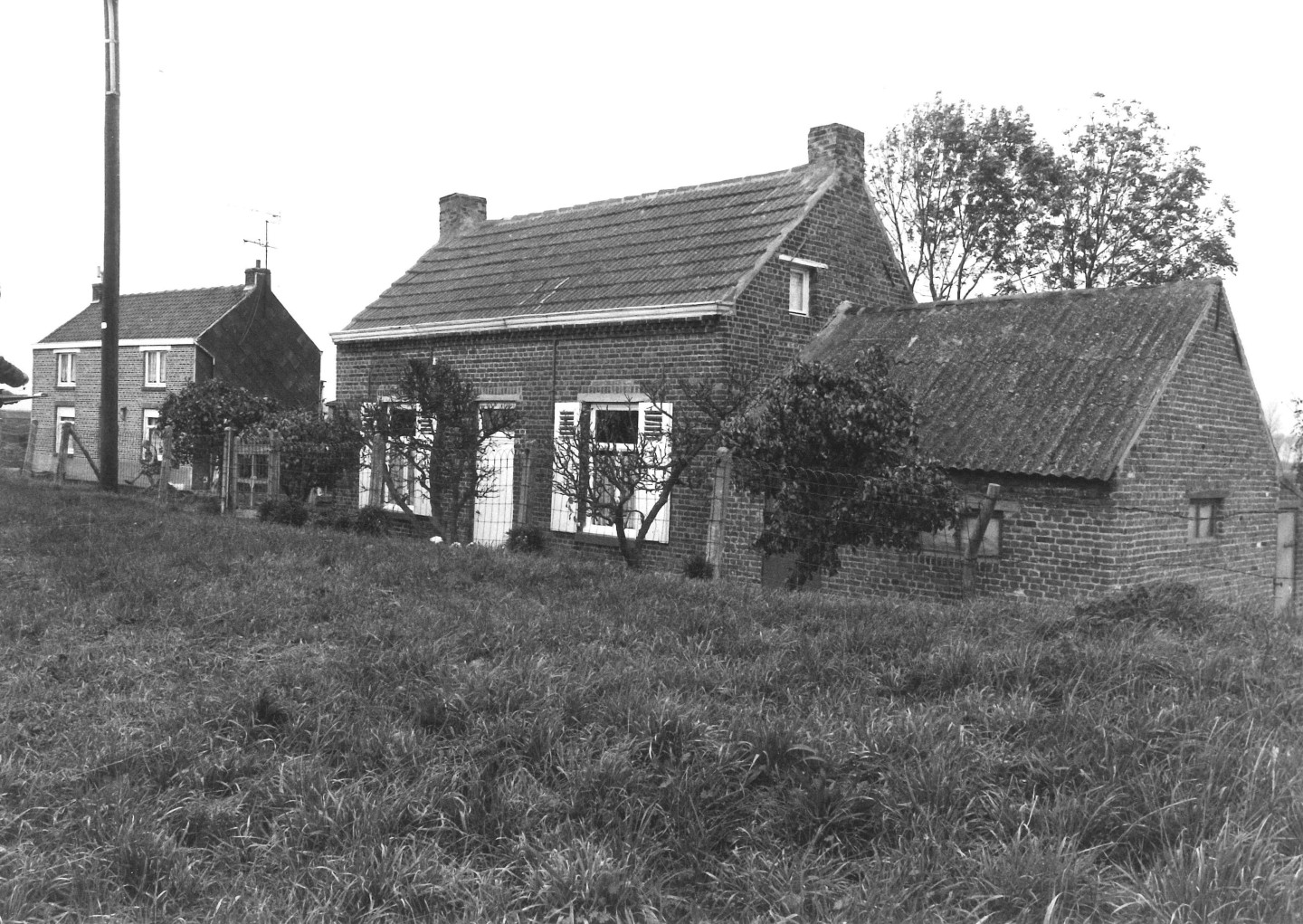
Dorpswoning op dijk